# Surinaamsche Tentoonstelling (1876)

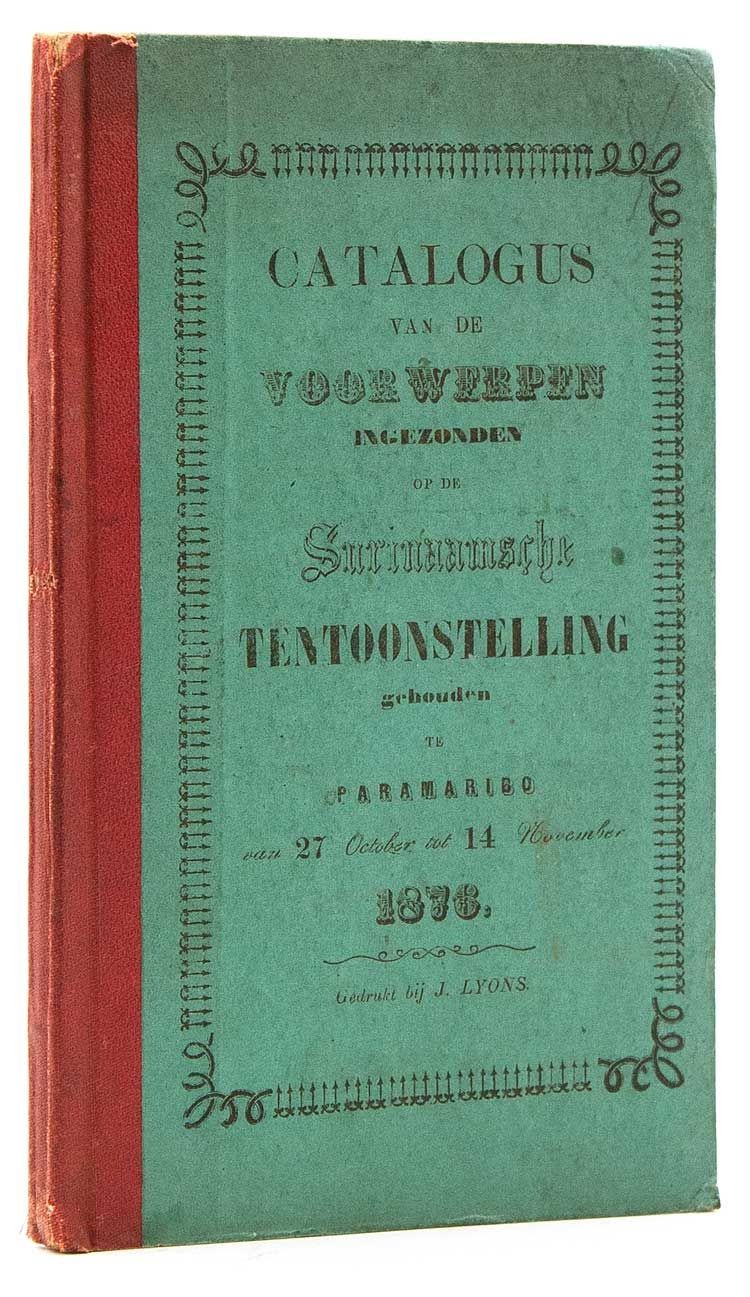
Omslag van de Catalogus van de Surinaamse tentoonstelling 1876

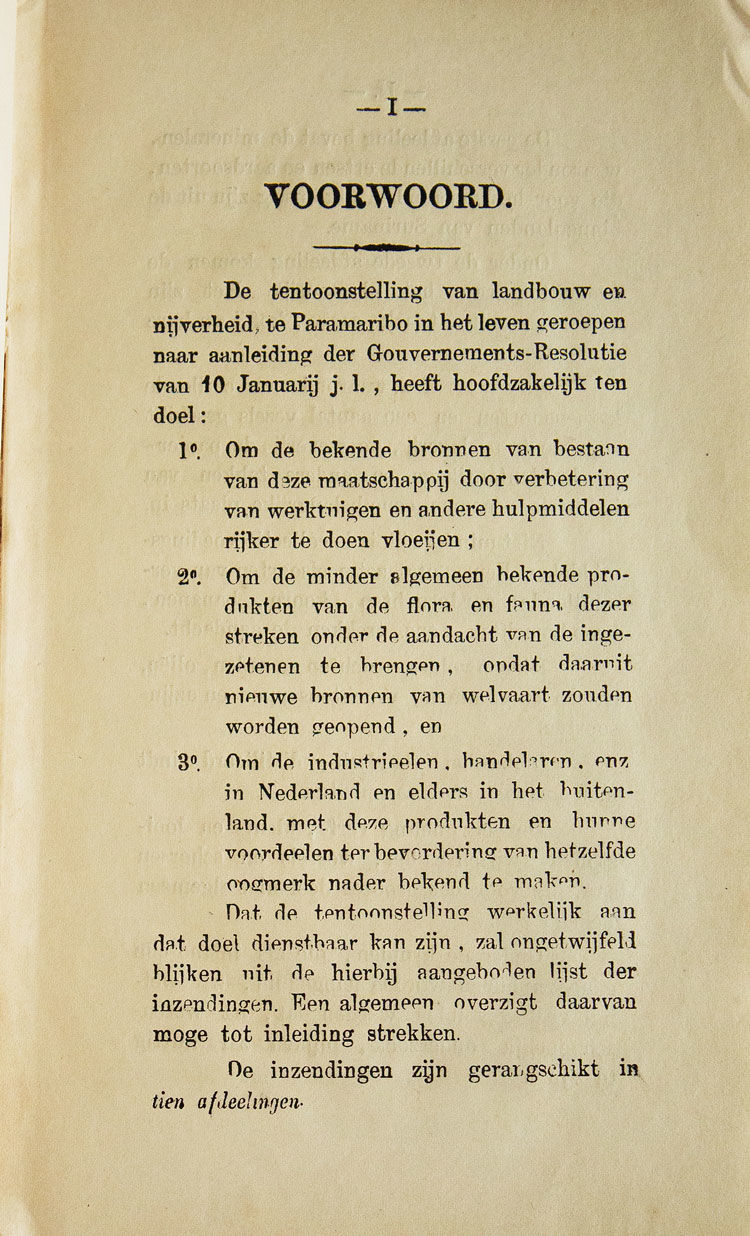
Voorwoord in de Catalogus van de Surinaamse tentoonstelling 1876

In 1876 werd in Paramaribo de eerste grote Surinaamsche Tentoonstelling (van Landbouw en Nijverheid) georganiseerd. De tentoonstelling vond plaats naar aanleiding van een gouvernementsresolutie in januari van datzelfde jaar, en de organisatie was in handen van een commissie onder leiding van Jacob Schimmelpenninck van der Oije. Doel van de tentoonstelling was een impuls te geven aan de economische ontwikkeling van de kolonie. Daarvoor waren nieuwe arbeidskrachten nodig en investeringen in de plantagelandbouw. Een tentoonstelling met producten uit Suriname werd gezien als een manier om de interesse van Nederlandse investeerders op te wekken.
De tentoonstelling vond plaats van 24 oktober tot 14 november 1876 in het logeergebouw van het Gouverneurshuis en op het aanpalende erf van de vrijmetselaarsloge Concordia. Het evenement trok bijna 7000 bezoekers. De tentoonstelling was een succes, maar een economische opleving werd met de tentoonstelling niet bereikt.
Na afloop van de tentoonstelling werd een deel van de producten en objecten naar Nederland verscheept voor een onderzoek naar "bruikbaarheid en nuttigheid". Een aantal producten belandde bij de nieuw opgerichte Rijkslandbouwschool in Wageningen. Een ander deel kwam terecht bij het Koloniaal Museum in Haarlem. De opgezette dieren, zeldzame stenen en historische objecten werden opgenomen in de collectie van het Koloniaal Museum in Paramaribo.

## Doelstelling en voorbereidingen
De tentoonstelling werd ondersteund door het gouvernement van Suriname. Gouverneur Van Sypesteyn aanvaardde het beschermheerschap. Administrateur van financiën Jacob Schimmelpenninck van der Oije was de voorzitter van de commissie die de tentoonstelling organiseerde.
In het voorwoord van de catalogus van de tentoonstelling worden drie doelstellingen genoemd:
1. Bezoekers kennis laten maken met verbeterde productiemiddelen.
2. Minder bekende producten van flora en fauna onder de aandacht brengen van ingezetenen.
3. Industriëlen en handelaren in Nederland en daarbuiten bekend te maken met producten uit Suriname.

Om de tentoonstelling te kunnen verwezenlijken werd aan inwoners en bedrijven gevraagd om producten en bijzondere objecten in te zenden. Ook in Nederland werden oproepen geplaatst, in het bijzonder voor het ter beschikking stellen van werktuigen en van zaden of monsters van "in Nederland groeijende gewassen". De meeste producten werden door de inzenders geschonken, maar er werden ook producten en objecten te koop aangeboden. De inzenders konden geldprijzen winnen en ontvingen een getuigschrift.

## De tentoonstelling
De tentoonstelling was geopend van 8:00 tot 12:00 uur ’s ochtends en ’s middags van 4:00 tot 6:00 uur. De entree bedroeg 50 cent per persoon. Op zondag opende de tentoonstelling om 10:00 uur en was de entreeprijs 25 cent. Bij de penningmeester konden abonnementskaarten op naam besteld worden voor 4 gulden “voor een heer met ééne (en dezelfde) dame of 2,50 voor een heer of een dame alleen”.
De tentoonstelling toonde een breed overzicht van de belangrijkste producten van Suriname: suiker, vanille, cacao, koffie, maar ook katoen, tabak, gedistilleerd. Soms werden ook de grondstoffen en halffabrikaten getoond en werden er tekeningen en beschrijvingen van het productieproces toegevoegd. Naast levensmiddelen werden andere producten van Surinaamse bodem getoond: delfstoffen (goud), verschillende soorten touw gemaakt van inlandse vezels, oliën, verfstoffen en geneesmiddelen voor wondverzorging, tegen kiespijn en dysenterie.
De tentoonstelling kreeg een bredere opzet toen ook verzamelingen en bijzondere objecten werden toegelaten, zoals de collectie opgezette dieren van het Koloniaal Museum, de kaarten van Suriname uit de verzameling van  gouverneur Van Sypesteyn en een verzameling in papier-maché nagebootste Surinaamse vruchten. Op twee zondagen werd er een aparte bloemententoonstelling georganiseerd.

### Catalogus
De catalogus van de tentoonstelling is in boekvorm uitgegeven en bevat een lijst met alle producten en objecten met vermelding van de naam van de inzender. De catalogus is ingedeeld in tien afdelingen. Tot de langste afdelingen behoren de Producten uit het plantenrijk en Dieren en producten van dierlijke oorsprong. Bij enkele producten is de vermelding uitgebreid met een toelichting. Zo is in de catalogus een recept opgenomen voor de bereiding van bacoves en een beschrijving hoe sap uit het vruchtvlees van cacao gedestilleerd kan worden tot spiritus (sterke drank), compleet met een voorbeeldcalculatie van kosten en opbrengsten. Er wordt een grote variëteit aan dierlijke producten vermeld, zoals boter, kaas, honing, gelatine, huiden en vetten. Bekende huisdieren zoals rijpaarden, runderen, schapen, varkens en pluimvee waren op het tentoonstellingsterrein te bekijken. De catalogus vermeldt ook twee levende zeeschildpadden, enkele bijzondere vogels en een doos met opgezette torren en vlinders.
In een andere afdeling worden ingezonden huishoudelijke producten vermeld, vooral handwerken, maar ook producten van "kunst en smaak" zoals schilderijen, tekeningen, foto’s en boeken. De firma C. Kersten & Co toonde 23 verschillende boeken (volgens prijslijst te koop) in het Sranantongo.
De afdeling werktuigen vermeldt enkele vaartuigen waarvan een model getoond werd. Te zien waren een vlet, een tentboot en een moddersleep waarmee sluiskreken konden worden verdiept.
Er is een aparte afdeling in de catalogus opgenomen met gebruiksvoorwerpen afkomstig van de inheemse bevolking zoals hangmatten, pagaaien, aarden potten, snoeren, fluiten en drinkschalen. Ook werden twee lansen uit wegloperskampen en enkele giftige pijlpunten getoond. Tot de curiosa behoorde een dobbelsteenbak "waarmede de eigenaar van plantage Rorac-en-Klaverblad die plantage heeft verspeeld".
In de catalogus worden ook de producten vermeld die vanuit Nederland waren ingestuurd. Dit betrof onder meer: monsters van kunstmest, werktuigen om rijst te pellen en schoon te maken en 32 monsters van granen die in Nederland verbouwd werden.

### Sociaal programma
De bezoekers van de tentoonstelling werden uitgenodigd om deel te nemen aan het sociale programma. Op vrijdag 27 oktober, de openingsdag, was er een matinée musicale met medewerking van het Muziekcorps van de schutterij. Daarna trad dit muziekcorps nog enkele malen ’s avonds op, waarbij het terrein feestelijk verlicht was. De toegang hiervoor bedroeg 1 gulden. Op beide zondagmiddagen trad het Muziekkorps van het garnizoen op. Op maandag en donderdag werd er een besloten bal voor intekenaren georganiseerd. 
Er waren vier avonden waarop het tentoonstellingsterrein was geopend met een verlaagde toegangsprijs van 25 cent, waarbij kinderen gratis toegang kregen. De personen die bloemruikers, bloemen in mandjes en vruchten voor de bloemententoonstelling inbrachten kregen op die dagen vrij toegang. Enkele dagen voor de sluiting van de tentoonstelling was er ’s avonds een soirée musicale door het Muziekcorps de Harmonie waarbij de inzenders van de tentoonstelling gratis toegang kregen.

## Evaluatie
Op vrijdag 8 december vond de sluitingsceremonie plaats. Beschermheer Van Sypesteyn sprak een dankwoord uit en voorzitter Schimmelpenninck van der Oije reikte de prijzen uit. De voorzitter vermeldde dat er 818 producten en objecten waren ingezonden door 145 inzenders. In de West-Indiër van 15 november werd een lijst gepubliceerd met 242 inzenders die 807 nummers in hadden gebracht.
De tentoonstelling was 19 dagen geopend en werd volgens de voorzitter door 6800 personen bezocht. Het totale aantal bezoekers moet hoger hebben gelegen. De abonnementhouders waren in die 6800 bezoekers niet meegenomen en de personen die gratis toegang hadden gekregen zijn waarschijnlijk ook niet meegerekend. Alleen al op de drie zondagen bezochten in totaal 5267 bezoekers de tentoonstelling. Daarnaast kregen ook de inzenders van de bloemententoonstellingen en klassen met schoolkinderen, in totaal 1450, gratis toegang.
Uit de samenstelling van de tentoonstelling en uit het ruimhartige toegangsbeleid valt op te maken dat de economische doelstellingen niet beperkt waren opgevat. Dat blijkt ook uit het dankwoord van een van de leerlingen, na afloop van hun bezoek: Het zij mij vergund U ook uit naam mijner medemakkers onzen kinderrijken dank toe te brengen, voor al het schoone, dat wij heden door uwe goedheid hebben mogen genieten. Wij zijn thans nog niet genoegzaam ontwikkeld, om de algeheele waarde dezer zaak te beseffen, doch wij hopen en bidden dat de indrukken, die al dit schoons in ons hart heeft achtergelaten, voor ons ten spoorslag moge zijn om in rijperen leeftijd alles naar ons vermogen bij te dragen, wat strekken kan om den bloei en den vooruitgang van ons dierbaar Suriname te bevorderen.
Na afloop van de tentoonstelling werd de Surinaamse maatschappij van landbouw, handel en nijverheid opgericht. De oprichting werd bekrachtigd door een gouvernementsbesluit (G.B.1876 no. 15).
In 1859 waren er in Suriname circa tweehonderd plantages. Twintig jaar later waren er daar ruim honderd van over. De tentoonstelling werd door de gouverneur aangemerkt als een succes, "een eerste schrede op een weg die tot vooruitgang leiden kan" , maar bracht dus niet de economische ommekeer waarop was gehoopt.